# Nomada bicellularis
Nomada bicellularis är en biart som beskrevs av Adolpho Ducke 1908. Nomada bicellularis ingår i släktet gökbin, och familjen långtungebin. Inga underarter finns listade i Catalogue of Life.